# كارلوس خوان سينترون
كارلوس خوان سينترون هو سياسي أمريكي، ولد في 6 سبتمبر 1918 في بونس، بورتوريكو في الولايات المتحدة، وتوفي بنفس المكان في 1 مايو 1998. نشط حزبياً في Popular Democratic Party (Puerto Rico) ‏.